# Heisede

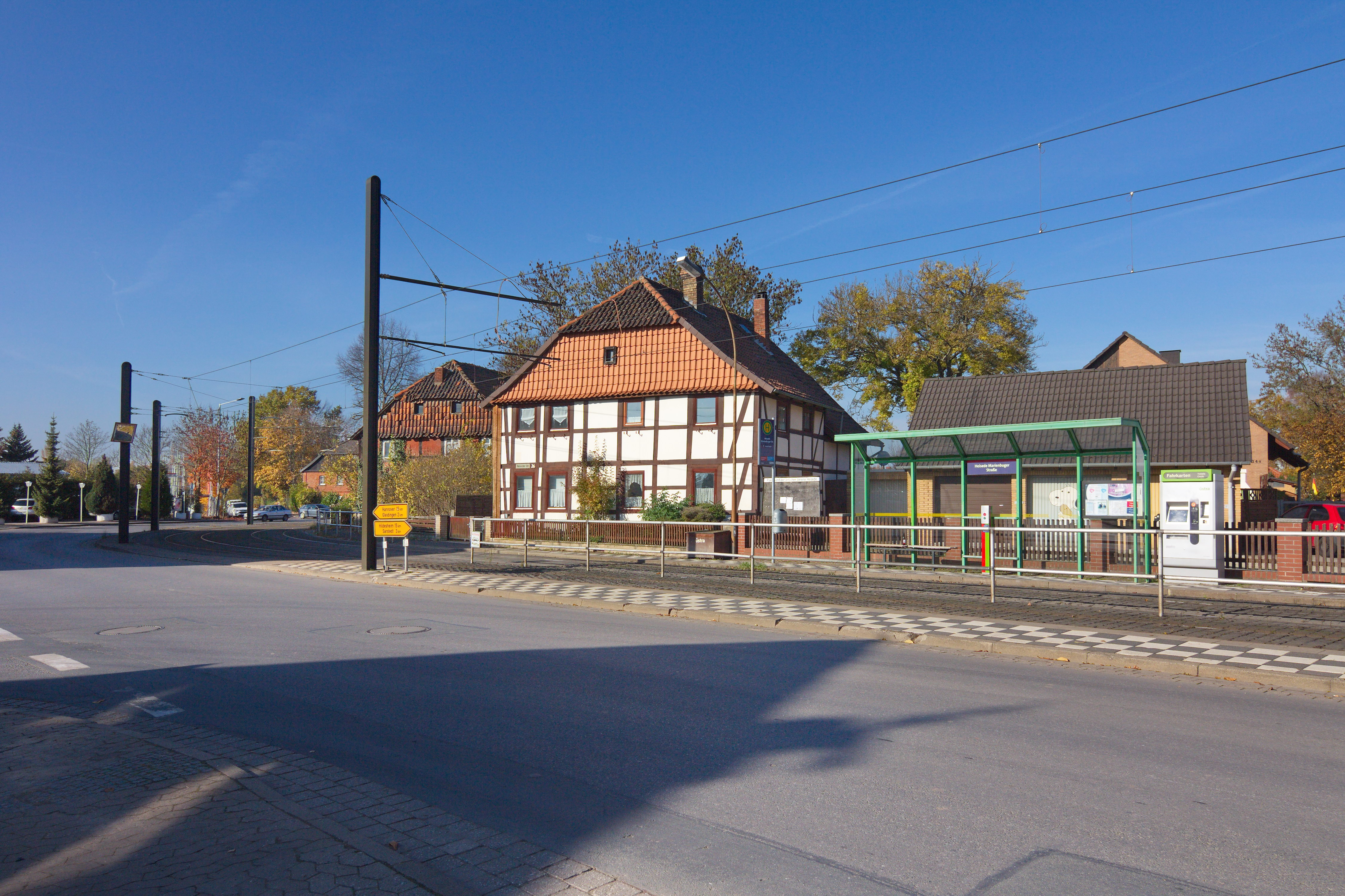
Ortsblick auf die Stadtbahnhaltestelle

Heisede ist ein Ortsteil der Stadt Sarstedt in Niedersachsen und liegt 2,5 Kilometer nördlich des Stadtzentrums von Sarstedt.

## Geschichte
Der Ort führt seine Geschichte auf eine Siedlung in vorchristlicher Zeit mit dem Namen Hesithi zurück. Urkundlich wird Heisede erstmals um das Jahr 850 in einer Urkunde des Klosters Corvey genannt. Die Kirche, die dem Heiligen Nikolaus geweiht ist, ist über 800 Jahre alt. Auf Anweisung von Bodo von Heisede wurde 1196 mit dem Bau begonnen. Bischof Berthold von Liefland weihte die Kirche 1197.
In dem Erbregister der Ämter Ruthe und Coldingen im Jahre 1593 wurde Heisede als ein Kirchdorf mit dem sogenannten Junkershof, 5 Vollmeierhöfen, 4 Halbmeierhöfen, 14 Kötnerhöfen und 6 Brinksitzerstellen beschrieben.
Heisede wurde durch die Gebietsreform am 1. März 1974 zusammen mit Gödringen, Giften, Hotteln, Ruthe und Schliekum in die Stadt Sarstedt eingemeindet.

## Einwohnerentwicklung
- 1773: 0133 Einwohner
- 1785: 0247 Einwohner
- 1961: 0935 Einwohner
- 1970: 1094 Einwohner
- 2005: 1050 Einwohner
- 2014: 1080 Einwohner

## Politik
Ortsbürgermeister ist Peter Kothe (CDU).

### Wappen
| Wappen von Heisede | Blasonierung: „In Rot ein ineinander verschränktes goldenes Pentagramm.“ |
| Wappen von Heisede | Wappenbegründung: Im Mittelalter saß im Dorf ein Rittergeschlecht, das sich „von Heisede“ nannte. 1197 stiftete ein Herr von Heisede Grund und Boden für eine Kapelle im Ort. Einer des Geschlechtes war Doktor des kanonischen Rechtes, bekleidete 1449–1463 die Würde eines Domherrn zu Hildesheim und zugleich des Archidiakons von Schmedenstedt. Er führte im Siegel einen Drudenfuß. 1445 siegelte er damit eine Urkunde, die mitsamt dem Siegel im Staatsarchiv zu Hannover ruht. Nach diesem Siegel hat Heisede Siegel und Schild der Gemeinde gestaltet. Der Drudenfuß ist ein fünfeckiger Stern, ein sogenanntes Pentagramm. Bereits im Altertum galt es als geheimnisvolles Zeichen, besonders bei den Pythagoräern und Gnostikern. Unsere germanischen Vorfahren sahen darin ein Schutzzeichen gegen böse Geister und Hexen, Druden oder Schreckgespenster. |

## Kultur und Sehenswürdigkeiten
- Erste urkundliche Erwähnung fand die St.-Nikolai-Kirche in Heisede 1196/1197 noch als hölzernes Bethaus. Die heutige Gebäudeform als  einschiffige Bruchsteinkirche wurde im 14. Jahrhundert errichtet und in der Folge vielfältig ergänzt und verändert. Bemerkenswert sind auch viele teilweise sehr alte Details, wie z. B. ein Kruzifix aus dem Jahr 1450 oder einige alte Grabmäler[4] im Außenbereich der Kirche.
- Das neben der Kirche stehende Fachwerkgemeindehaus war die alte Schule von Heisede, bevor es von der Kirche übernommen wurde.
- In der Dorfstraße befindet sich seit 1860 der alte Friedhof mit einigen alten Grabmälern.
- Seit dem Jahr 1967 verfügt Heisede über einen Badesee, der aus einer aufgelassenen Kiesgrube entstand.[5]

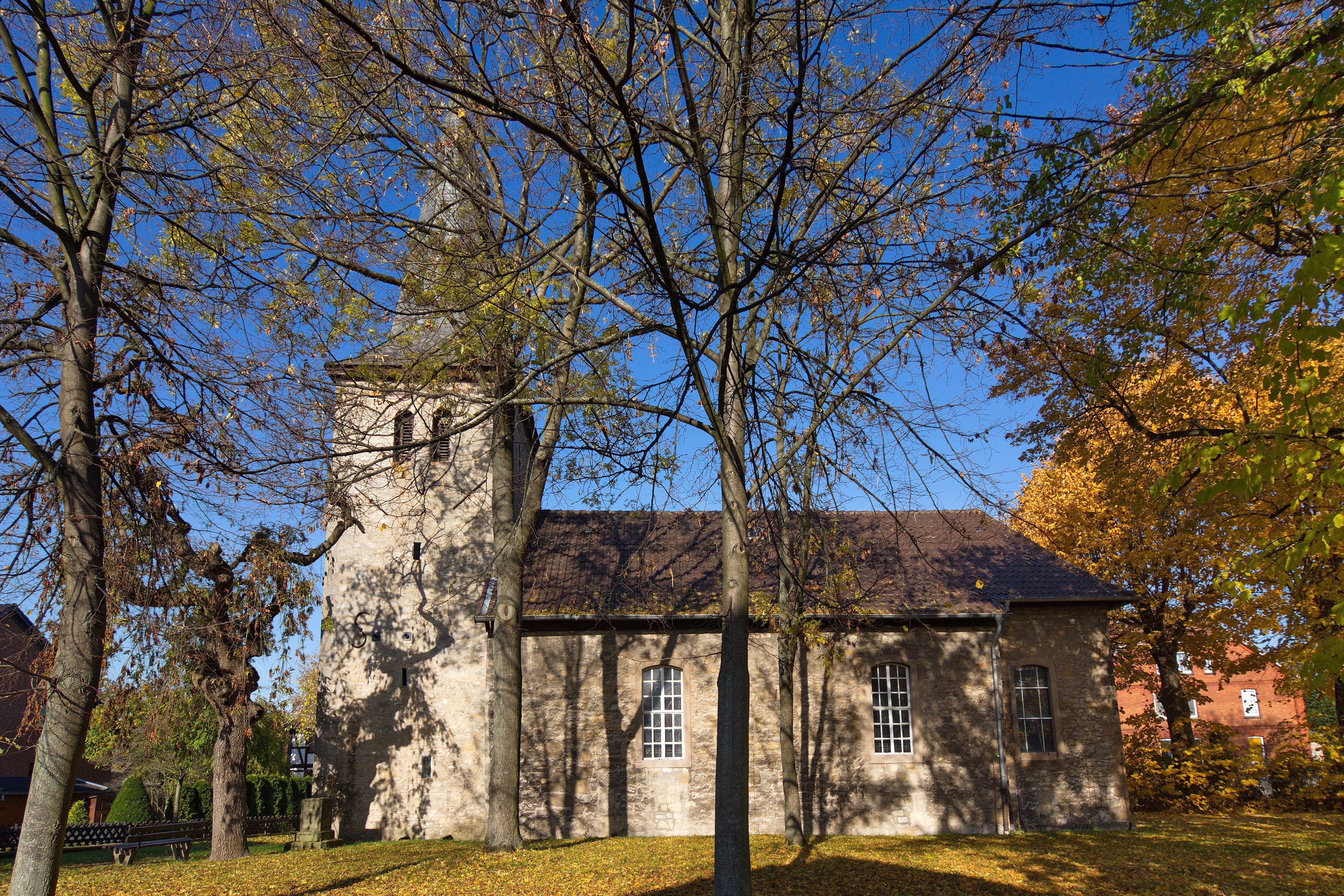
St.-Nikolai-Kirche
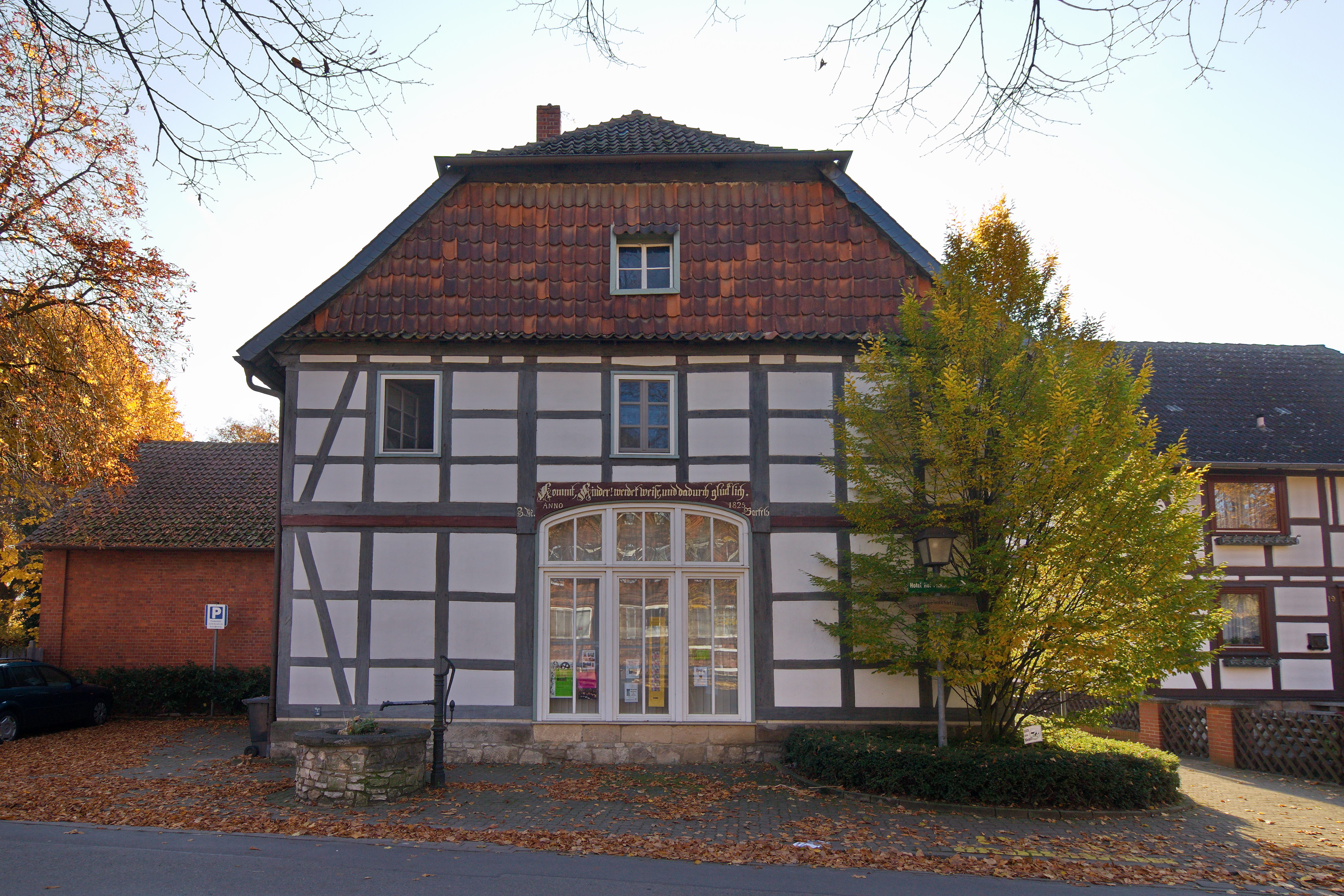
Pfarrhaus von 1825
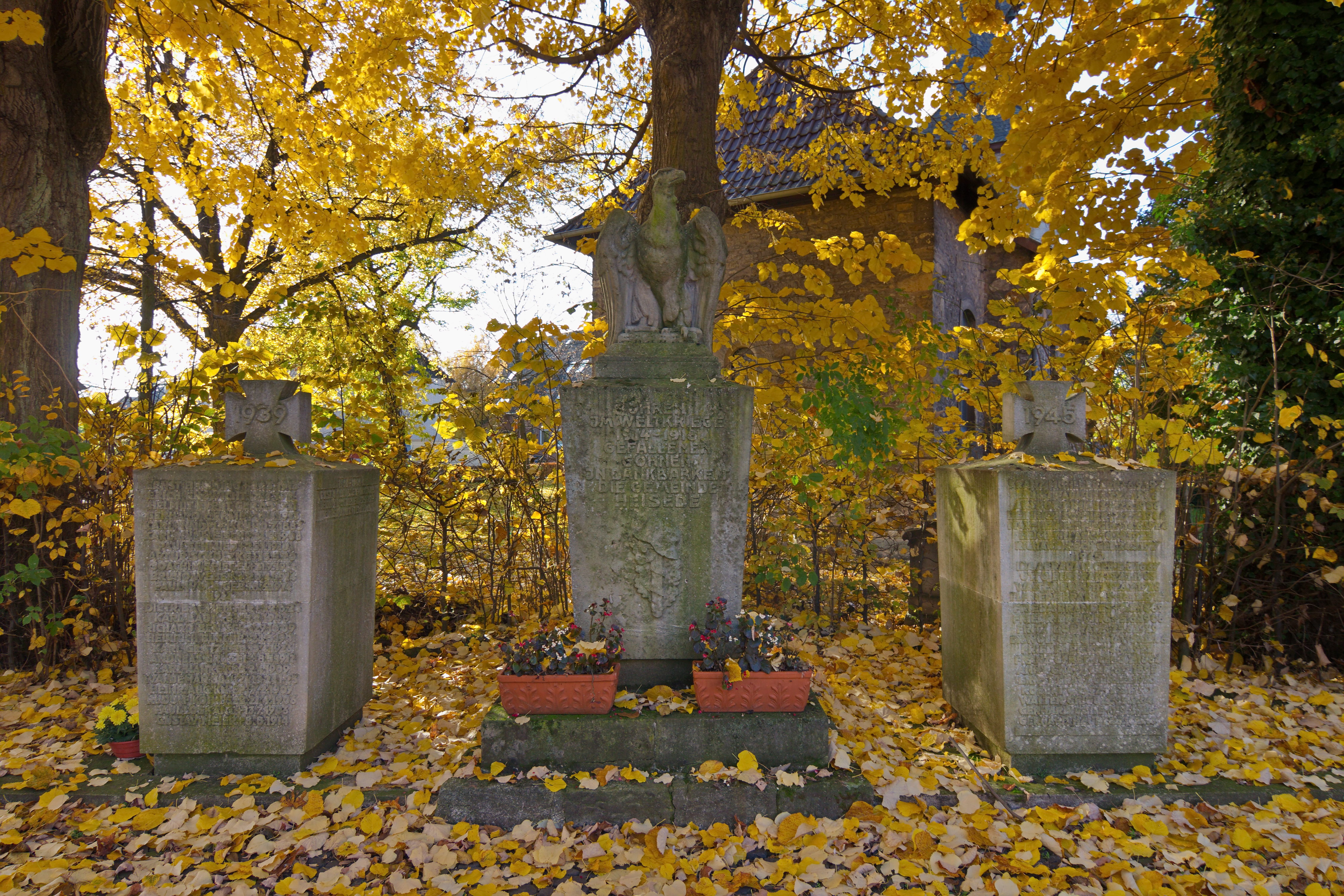
Kriegerdenkmal
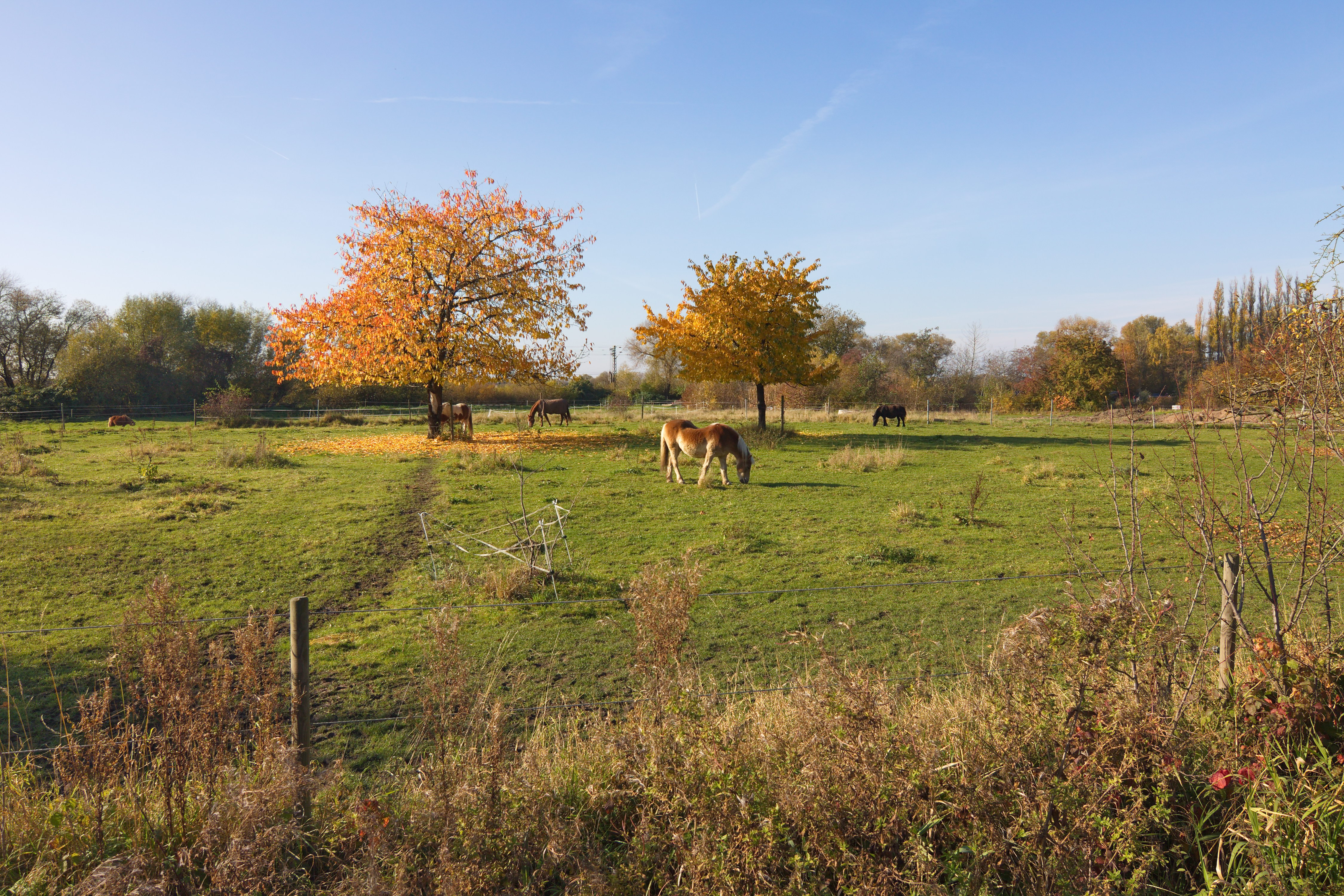
Ortsblick

## Wirtschaft und Infrastruktur
Im Ort befindet sich das Feuerwehrhaus der Freiwilligen Feuerwehr Heisede. Die nächste Grundschule ist in Sarstedt.

## Verkehr
Heisede liegt an der Bundesstraße 6 zwischen Hildesheim und Hannover. Der Ort wird von der Stadtbahn Hannover bedient.